# Floriano Bodini

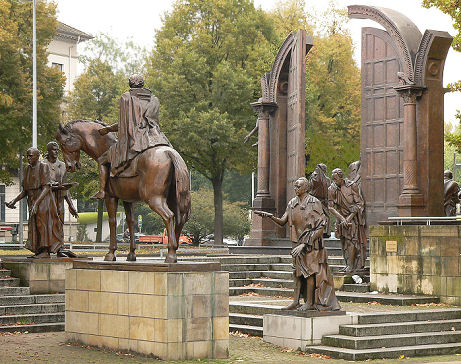
Denkmal der Göttinger Sieben in Hannover von Floriano Bodini

Floriano Bodini (* 8. Januar 1933 in Gemonio, Provinz Varese; † 2. Juli 2005 in Mailand) war ein italienischer Bildhauer und Medailleur.

## Leben
Nach dem Abschluss an der höheren Kunstschule studierte Bodini an der Accademia di Brera als Meisterschüler von Francesco Messina Bildhauerei. Im Jahr 1958 fand seine erste Einzelausstellung statt. 1968 wurde seine Holzskulptur „Bildnis eines Papstes“ Bestandteil der Sammlung der vatikanischen Museen, wodurch man in weiteren europäischen Ländern auf ihn aufmerksam wurde. 1970 wurde er mit dem Bolatti Preis ausgezeichnet. 1977 erhielt Bodini von der Accademia Nazionale di San Luca den „Preis des Präsidenten der Republik für Skulptur“. Von 1978 bis 1987 war Bodini Leiter des Lehrstuhls für Bildhauerei an der Accademia di Carrara, von 1991 bis 1994 amtierte er als Präsident der Akademie. 1987 wurde er als Professor für plastisches Gestalten an die Technische Hochschule Darmstadt berufen, den Lehrstuhl hatte er bis 1999 inne. Ab 1985 begann sein umfangreicher Zyklus großer öffentlicher Arbeiten, unter anderem in Mailand, Parma und Varese. 1996 wurde er mit dem Michelangelo-Buonarroti-Preis für Skulptur ausgezeichnet.
In seinem Geburtsort Gemonio gibt es ein nach ihm benanntes Museum.

## Werk (Auswahl)
- Marmorstatue des Publio Virgilio Marone, Brindisi
- Bronzestatue Papst Paul VI., Sacro Monte di Varese
- Marmorstatue Papst Paul VI. im Mailänder Dom
- Hauptaltar im Dom von Varese
- Statuenportrait des Kardinals Ferrari im Dom von Parma
- Denkmal für die Gefallenen der Arbeit, Carrara
- Hauptaltar im Santuario dell’Addolorata, Rho (Lombardei)
- Altar in den vatikanischen Grotten in St. Peter, Rom
- Der Taubenflug, Bronze für den Sitz der Firma Agip, San Donato Milanese
- Denkmal für Stradivari, Cremona
- Denkmal der Göttinger Sieben vor dem Niedersächsischen Landtag in Hannover
- Heiliges Portal für die Basilika S. Giovanni in Laterano, Rom
- Eucharistie-Altar in San Giovanni Rotondo, Architekt Renzo Piano
- Statue Papst Paul VI. in der Aula Nervi, Vatikan
- Hauptaltar und Taufbecken in der Barockkirche von Rovello Porro (Bodinis letztes Werk)
- Hauptaltar und Kanzel in der Wallfahrtskirche Santa Casa, Loreto

## Ausstellungen
- Bodini. Sculture, disegni, incisioni 1958/2000. Januar–März 2016, Lucca.[2]